# Vieux-Rouen-sur-Bresle
Vieux-Rouen-sur-Bresle település Franciaországban, Seine-Maritime megyében. Lakosainak száma 583 fő (2022. január 1.). Vieux-Rouen-sur-Bresle Neuville-Coppegueule, Aubéguimont, Campneuseville, Ellecourt, Hodeng-au-Bosc, Saint-Martin-au-Bosc és Saint-Germain-sur-Bresle községekkel határos.

## Népesség
A település népessége az elmúlt években az alábbi módon változott:
| Lakosok száma | 631  | 590  | 577  | 564  | 559  | 553  | 563  | 573  | 583  |
|               | 2013 | 2015 | 2016 | 2017 | 2018 | 2019 | 2020 | 2021 | 2022 |